# Someday My Prince Will Come
«Someday My Prince Will Come» (en español: Mi príncipe vendrá) es una canción de la película de Disney Snow White and the Seven Dwarfs. Fue escrita por Larry Morey, musicada por Frank Churchill, y cantada por Adriana Caselotti (poniendo también la voz a los diálogos de Blancanieves) en la película original de 1937.
Junto con Whistle While You Work y Heigh-Ho es una de las tres canciones más populares de la película.

## Descripción
Es una canción que canta Blancanieves a los Siete Enanitos y aparece por primera vez en el minuto 57:40 de la película, en el momento que Blancanieves cuenta una historia antes de dormir. Luego vuelve a aparecer cuando Blancanieves prepara un pastel y una vez más al final de forma más formal cuando el príncipe se lleva a la princesa.
En la canción Blancanieves cuenta que ella sabe que algún día su príncipe vendrá para llevarla a su castillo, donde serán felices para siempre. Algún día, cuando llegue la primavera y los pájaros canten y suenen las campanas de boda, entonces su sueño se volverá realidad.

## Producción
Frank Churchill fue elegido como compositor de la banda sonora de la película Snow White and the Seven Dwarfs de 1937 a quien Walt Disney le indicó que escribiera algo "pintoresco" para "atraer más que las cosas interesantes". Adriana Caselotti fue la encargada de poner voz al personaje de Blancanieves y trabajó en la película durante tres años mientras se producía. La canción es generalmente de tonalidad si bemol mayor.

## Legado
Poco después del estreno de la película, la canción se popularizó como un estándar de jazz. La primera actuación tuvo lugar en el campo de concentración de Theresienstadt en 1943 interpretada por Ghetto Swingers. Después de la Segunda Guerra Mundial, fue interpretada por músicos de jazz como Dave Brubeck, quien la incluyó en su álbum de 1957 Dave Digs Disney. Otra grabación popular provino de Miles Davis en 1961, quien nombró su álbum con el título de la canción.
El American Film Institute enumeró esta canción en la posición #19 de su lista de las 100 canciones más grandes de la historia del cine, la segunda canción más alta del ranking que sea una película de Disney, tras «When You Wish Upon A Star», de Pinocho.

## Versiones
Nuria Fergó interpretó esta canción en español en el álbum OT Canta Disney (2002) de Operación Triunfo.
En 2003, la cantante Lydia participó en un proyecto llamado Ellas y Magia. Se encargó de dar su toque personal a «Mi príncipe vendrá». Barbra Streisand grabó una versión extendida, modificando y añadiendo estrofas, la cual fue lanzada junto con la edición de 2001. En la edición de 2001, con el nuevo doblaje en español de América, también se puede escuchar la canción cantada por Kevina Kul.
Ashley Tisdale interpretó junto a Drew Seeley una nueva versión de este sencillo. También realizó otra Tiffany Thornton.